# Parapontocaris vicina
Parapontocaris vicina is een garnalensoort uit de familie van de Crangonidae. De wetenschappelijke naam van de soort is voor het eerst geldig gepubliceerd in 1983 door Dardeau & Heard.